# Erioptera chlorophylloides
Erioptera chlorophylloides là một loài ruồi trong họ Limoniidae. Chúng phân bố ở miền Tân bắc.